# Ralf Pedersen
Ralf Pedersen (født 20. september 1973) er en tidligere dansk professionel fodboldspiller og nuværende assistent og transitionstræner i Randers FC. Han har spillet over 350 kampe på topniveau i Danmark.
Ralf Pedersen har som spiller to gange vundet Pokalturnerinngen første gang for VFF i 2000 og anden gang for Randers FC i 2006. Ralf Pedersen var kendt og berygtet som en hard-hitter på banen og har opnået legendestatus i VFF, med sin kompromisløse tilgang til spillet. I 2009 blev han kåret til årtiets Superliga-bisse. Han inkasserede 48 gule og to røde kort i Superligaen i løbet af 0'erne.

## Klubkarriere

### Viborg FF (1995-2004)
Ralf Pedersen fik debut for Viborg FF i Parken den 30. juli 1995, og spillede herefter 247 kampe for klubben. Han rykkede ud af Superligaen med Viborg i 1997, men vendte tilbage efter at have vundet 1. division og vandt Pokalturneringen med Viborg i år 2000, samme år blev Viborg nummer 4 i Ligaen, og var som en del af forsvarskæden med til at spille 0-0 ude mod CSKA Moskva og vinde 1-0 på hjemmebane i to UEFA Cup-kampe.

### Randers FC (2004-2008)
Ralf Pedersen kom til Randers FC den sommer, hvor klubben netop var rykket op i Superligaen. Han blev udvist i sin debutkamp for kronjyderne i Superligaen. Ralf Pedersen står for mange som personificeringen af den mest sprælske æra i Randers FC. Han var anfører for det hold, som man kan kalde den danske udgave af the Crazy Gang. Med spillere som Stig Tøfting, Karsten Johansen, Søren Pedersen og Kenneth Møller Pedersen og med Lars Olsen som træner vandt holdet pokalturneringen og gjorde Randers FC til den nye dreng i fodboldklassen. I alt nåede Ralf Pedersen 138 kampe for kronjyderne fra 2004 til 2008.

### Viborg FF (2008-20010)
I 2008 blev han købt hjem til Viborg FF fra Randers FC, på en halvandet års kontrakt. Det var daværende sportschef i Viborg, Steffen Højer der fik aftalen på plads.

### Kjellerup IF (2010-2012)
I 2010 rykkede han så til Kjellerup IF som spillende assistenttræner, og var med til at spille holdet i 2. division som puljevinder i 2011.
Efter en lang aktiv karriere som spiller stopper han i starten af 2013, og lufter at han gerne vil fortsætte som træner og overvejer en træneruddannelse.

## Trænerkarriere

### Kjellerup IF (2010-2015)
Startede som spillende assistenttræner under Tom Søjberg og var med til at rykke holdet op i 2. division i 2011. Han blev ansat på en 2-årig kontrakt som cheftræner for klubben, da hans aktive karriere sluttede med indgangen til 2013. Ralf blev fyret fra stillingen som cheftræner d. 30. juni 2015.

### Viborg FF (2015-2019))
Ralf blev hentet til VFF's ungdomsafdeling i sommeren 2015, blot en måned efter fyringen i Kjellerup og fungerede som ungdomstræner frem til 2017, hvor han overgik til konstituteret assistent træner for 1. divisionsholdet, sammen med Steffen Højer der overtog cheftræner rollen fra fyrede Johnny Mølby. I 2019 blev han sammen med cheftræneren fyret efter svigtende resultater.

### Randers FC (2019- 2024 )
Efter opholdet som assistenttræner i Viborg, skrev Randers FC kontrakt med ham, han fungerer som transitionstræner for ungdomsspillerne og assistenttræner for cheftræner Thomas Thomasberg.
Viborg FF ( 2024 - )
Ralf Pedersen blev i Marts hentet tilbage til Viborg FF for at være assistent for Jakob Poulsen.